# Павловськ (Санкт-Петербург)
Павловськ — місто, внутрішньоміське муніципальне утворення у складі Пушкінського району міста федерального значення Санкт-Петербурга Росії.
Розташований на річці Слов'янці в 25 км на південь від центру Санкт-Петербурга і в 3 км на південний схід від районного центру міста Пушкін. Залізнична станція Павловськ.
В 1918—1944 роках місто носило ім'я Слуцьк в честь революціонерки Віри Слуцької.
Місто отримало популярність як важливий туристичний центр: палацово-парковий ансамбль Павловського палацу, а також історичний центр міста включені в об'єкт Всесвітньої спадщини ЮНЕСКО як «Історичний центр Санкт-Петербурга та пов'язані з ним комплекси пам'яток».